# 尚絅学院大学女子短期大学部
尚絅学院大学女子短期大学部（しょうけいがくいんだいがくじょしたんきだいがくぶ、英語: Shokei Gakuin University Women’s Junior College）は、宮城県名取市ゆりが丘4-10-1に本部を置いていた日本の私立大学である。1950年に設置され、2011年に廃止された。大学の略称は尚絅短大。
2011年3月31日廃止。本稿では、前身である尚絅女学院短期大学を含めて説明する。

## 概観

### 大学全体
尚絅学院大学女子短期大学部は、宮城県名取市内にあった日本の私立短期大学。短大制度が発足した1950年に設置された。学校法人尚絅女学院（当時）が経営母体となっていた。最多で4学科を有し1学年定員が合計900人の時期があったが、2003年の尚絅学院大学開学により順次、学科及び定員数が減少し、廃止時には保育科のみとなっていた。

### 建学の精神（校訓・理念・学是）
尚絅学院大学女子短期大学部における建学の精神は｢衣錦尚絅｣となっていた。これは、中国古典の『中庸』に記された人間のあり方を意味する言葉とされている。初代校長A.S.ブゼルはこの校名の由来を聞き、この謙虚な精神は、新約聖書の1ペテロ3:1-4が示すキリスト教の重要な精神に通ずるものがあるとした。

### 教育および研究
- 尚絅学院大学女子短期大学部は、保育者養成に力を入れていた。併設幼稚園での教育実習も取り入れられていた。保育コースと音楽コースがあった。
- かつて尚絅女学院短期大学英文科の学生を対象とした、イギリスやアメリカでの海外研修が行なわれていた。

### 学風および特色
尚絅学院大学女子短期大学部は1892年米国の宣教師L.ミードにより創設された尚絅女学会が母体となっていることから、キリスト教の思想に基づいた教育が行なわれていた。伝統的行事としてクリスマス礼拝があった。

## 沿革
- 1950年 尚絅女学院短期大学（しょうけいじょがくいんたんきだいがく 英称:Shokei Women’s Junior College）として開学。
  - 英語科：1959年廃止されるが、1967年英文科として復活
  - 家政科
- 1955年 保育科増設。
- 1964年 家政科が専攻分離される。
  - 家政専攻
  - 食物栄養専攻
- 同年、専攻科保育専攻を設置。
- 1989年 人間関係科が増設される。同年、仙台市から名取市にキャンパスが移転される。
- 1994年 専攻科に食物栄養専攻を設置。
- 1995年 専攻科に生活科学専攻を設置。
- 1999年 専攻科食物栄養専攻の修業年限が2年制に変更。
- 2002年 専攻科保育専攻の修業年限が2年制となる。
- 2003年 尚絅学院大学女子短期大学部と改称。
- 2009年度をもって短大としての学生募集を終了。
- 2011年3月31日 廃止

## 基礎データ

### 所在地
- 宮城県名取市ゆりが丘4-10-1
- 仙台にキャンパスがあった時には、学科毎に所在が異なっていた。
  - 英文科・保育科：中山4-23-1
  - 家政科：八幡1-9-15

### 交通アクセス
JR東北本線仙台駅・南仙台駅・仙台市地下鉄南北線長町南駅よりバスの便があった。

### 象徴
尚絅学院大学女子短期大学部のカレッジマークは梅をイメージしている。

## 教育および研究

### 組織

#### 学科
- 保育科

##### 過去にあった学科
- 生活科学科
  - 生活科学専攻：2003年 生活創造学科に改組。以後、募集は2006年度まで。
  - 食物栄養専攻：2002年度までの募集。
- 英文科：｢国際・言語・文化｣、｢グローバル｣、｢児童英語教育｣の3コースが設けられていた。募集は2006年度まで。
- 人間関係科：2002年度までの募集。

#### 専攻科
- 保育専攻

##### 過去にあった課程
- 生活科学専攻
- 食物栄養専攻

#### 別科
- なし

##### 取得資格について
資格
- 保育士：保育科にて取得できた。
- 栄養士：過去にあった生活科学科食物栄養専攻にて設置されていた。専攻科食物栄養専攻では管理栄養士の受験資格の取得が可能となっていた。

受験資格
- 二級建築士：過去にあった生活科学科生活科学専攻にて設置されていた。

教職課程
- 幼稚園教諭二種免許状が保育科にて取得できた。専攻科では一種免許状を取得できた。
- 中学校教諭二種免許状
  - 家庭：過去にあった生活科学科にて設置されていた。専攻科生活科学専攻では一種免許状が取得可能だった[3]
  - 英語：過去にあった英文科にて設置されていた。

## 学生生活

### 部活動・クラブ活動・サークル活動
尚絅学院大学女子短期大学部のクラブ活動：四大生と合同となった、テニス・陸上競技・バレーボール・バドミントン・バスケットボール・児童文化・ギター・華道・茶道・フォークソング・写真・料理などのクラブが短大時代からあった。

### 学園祭
尚絅学院大学女子短期大学部の学園祭は「尚志祭」と呼ばれ、大学と合同で行われていた。

## 施設

### キャンパス
- 本館
- 1号館
- 2号館
- 3号館
- 4号館
- 5号館
- 体育館
- 学生会館
- 学生駐車場
- 多目的広場
- シャロームの庭
- 「しおんの園」ほか

## 対外関係

### 他大学との協定

#### アメリカ
- セントラルワシントン州立大学
- モンタナ州立大学
- イースタンワシントン州立大学

#### 日本
- 学都仙台コンソーシアム

### 系列校
- 尚絅学院大学
- 尚絅学院中学校・高等学校

## 社会との関わり
尚絅女学院短期大学の時分から、地域に根ざした大学教育を行うために、その一環として公開講座が行われていた。

## 卒業後の進路について

### 就職について
- 保育科：幼稚園や保育園などの就職が多い傾向にある。尚絅学院大学女子短期大学部附属幼稚園教員で活躍している卒業生もいる。
- 生活科学科
  - 生活科学専攻：一般企業への就職者が多いものとなっていた。ミキハウス・トリンプ・イトキン・オンワード樫山・フランドル・清水建設・鹿島建設・マックスファクターなどがある。
  - 食物栄養専攻：資格を活かした職としてはシダックス・日清医療食品・クリニコ・明治乳業など一般企業や各種保育園や医療機関・学校給食など多岐にわたっていた。
- 英文科：一般企業への就職者が多いものとなっていた。香港ドラゴン航空・トップツアー・ジェイティービー・ワシントンホテル・山新観光・日本レストランエンタプライズ・ホクエツなどがある。
- 人間関係科：一般企業への就職者が多いものとなっていた。オークほか多数あり。
- 保育専攻：保育園や幼稚園への就職者が多いものとなっている。
- 生活科学専攻：一般企業への就職者が多かったものとみられる。
- 食物栄養専攻：キユーピーほか栄養職に就職した人が多かったものとみられる。

### 編入学・進学実績
系列の尚絅学院大学以外では以下の実績が挙げられる。
- 保育科：東北福祉大学・聖徳大学・ルーテル学院大学ほか
- 生活科学科
  - 生活科学専攻：愛知産業大学ほか
  - 食物栄養専攻：宮城学院女子大学ほか
- 英文科：山形大学・杏林大学・恵泉女学園大学ほか
- 人間関係科：東北学院大学ほか

専攻科
- 保育専攻
- 生活科学専攻
- 食物栄養専攻

## 附属学校
- 尚絅学院大学女子短期大学部附属幼稚園（現・尚絅学院大学附属幼稚園）